# Euclideon
Euclideon Pty Ltd es una compañía de software informático australiana más conocida por su inédito middleware motor gráfico 3D, llamado Unlimited Detail. Euclideon afirma que se basa en un sistema de renderización de nubes de puntos y que la tecnología puede aportar una "potencia gráfica ilimitada", superando la necesidad de renderización basada en polígonos.
Su sistema ha sido descrito, por otros en el mismo campo, como el uso de métodos de renderización octree.
En 2010 Euclideon fue el destinatario de aproximadamente 2 millones de dólares, la mayor subvención concedida por el Gobierno Federal de Australia bajo su nueva iniciativa de comercialización. Los fondos proporcionados por la subvención apoyarán la implementación de funcionalidad multiplataforma para Unlimited Detail, permitiendo a la tecnología operar en una variedad de hardware, incluyendo teléfonos móviles y videoconsolas.

## Unlimited Detail
Unlimited Detail es descrito por Euclideon como una forma de sistema de renderización de nubes de puntos, que utiliza un gran número de puntos individuales para crear modelos, en lugar de una malla poligonal más tradicional. De acuerdo a su descripción, el motor utiliza un algoritmo de búsqueda para determinar cuáles de esos puntos son visibles en pantalla, y entonces muestra solamente esos puntos; en una pantalla de 1024x768, por ejemplo, el motor podría mostrar sólo 786.432 puntos visibles en cada fotograma. Como el motor está mostrando la misma cantidad de puntos en cada cuadro, el nivel de detalle geométrico proporcionado sólo está limitado por la cantidad de memoria necesaria para almacenar los datos de la nube de puntos y la velocidad de renderización sólo está limitada por la resolución de pantalla.
Este proyecto fue exhibido por primera vez en la Australian Game Developers Conference de 2003, pero solo tres ejemplos de vídeo han sido publicados desde entonces. Las tecnologías subyacentes se dice que tienen más de 100.000 veces la capacidad de renderización de los renderizadores de polígonos normales, incluso al convertir polígonos en su formato de datos propietario.
Euclideon han descrito previamente su técnica como el uso de vóxeles, pero modificó la terminología para "átomos 3D" y "nube de puntos", diciendo que "esa palabra [vóxeles] no tiene el prestigio en la industria de los juegos del que disfruta en medicina y ciencias".
La fecha de lanzamiento de la tecnología está prevista en un marco de tiempo de 2012.

## Controversia
En una entrada de blog, el desarrollador de Minecraft Markus Persson describe Unlimited Detail como una "estafa", así como un "renderizador de vóxeles, probablemente basado en escasos octrees de vóxeles", argumentando que mientras Euclideon retrata el software como "revolucionario", sufre las mismas limitaciones que los renderizadores de vóxeles existentes. Entre otras preocupaciones, Persson señaló que la prueba propuesta "isla" requeriría una gran cantidad no factible de memoria para almacenar como datos únicos, por lo que debe ser construida usando trozos repetidos. Bruce Dell afirmó más tarde que Unlimited Detail utiliza menos memoria que los actuales sistemas de polígonos. Persson dijo también que el término "algoritmo de búsqueda" fue una ofuscación semántica, ya que atravesar un escaso octree de vóxeles es esencialmente un algoritmo de búsqueda.
Euclideon ha lanzado desde entonces varias entrevistas con el CEO Bruce Dell en el que refutó varias de las declaraciones de Persson en las que indicaba que Unlimited Detail es sólo un refrito de tecnologías actuales. Dell respondió con énfasis en la capacidad de la tecnología para mostrar cantidades ilimitadas de datos al procesar sólo los píxeles, y demostró su singularidad frente a otros motores similares pero distintos, como el Atomontage Engine. También ejecutó una demo en tiempo real e interactiva del motor en un ordenador portátil, utilizando sólo la CPU bajo un renderizador software.
El 3 de agosto de 2011, el blog de tecnología Kotaku publicó una entrevista con el CEO de Euclideon Bruce Dell en respuesta al post de Persson. Dell comenzó diciendo "Creo que lo que me gustaría dejar claro es que este no es el producto final" y pasó a discutir los puntos que Persson dijo acerca de su tecnología.
Según John Carmack, fundador de id Software y un innovador en gráficos 3D, la tecnología es potencialmente factible en un futuro próximo:
Re Euclideon, no hay posibilidad de un juego sobre los actuales sistemas de generación, pero tal vez dentro de varios años. Los asuntos de producción serán un reto.